# Drácula contra Frankenstein
Drácula contra Frankenstein (Dracula, Prisoner of Frankenstein o Dracula prisonnier de Frankenstein en sus versiones internacionales) es una película de terror hispano-francesa estrenada en 1972 dirigida por Jesús Franco.
Destaca en la filmografía del realizador madrileño por rendir homenaje al clásico cine de terror de la Universal de los años 30 ya que los protagonistas de la historia son tres caracteres míticos: Drácula, Frankenstein y el hombre lobo.

## Trama
El doctor Seward logra finalmente alcanzar al conde Drácula en su castillo. En un tenso enfrentamiento logra clavarle una estaca en el corazón, lo que provoca la muerte del vampiro. Pero el doctor Frankenstein, acompañado de su sirviente sordomudo Morpho y del Monstruo, al que traen en una enorme caja, no tarda en localizar al fallecido Conde. El objetivo del doctor es revivir a Drácula para crear un ejército de las tinieblas y someter a la humanidad. 
Empleando la sangre de una cantante de cabaré, previamente secuestrada por el monstruo de Frankenstein, logran resucitar al vampiro. Pronto al famoso dúo se le incorpora una joven vampiresa y comienzan a aterrorizar a la ciudad. El doctor Seward al conocer sus actividades, de nuevo, se propone acabar con ellos. Lamentablemente es atacado por el monstruo de Frankenstein quien, dándolo por muerto, lo abandona en la carretera. Seward es rescatado por Amira, una gitana, que le ayuda a restablecerse de las heridas. 
La noche del enfrentamiento ha llegado. Con la luna llena también aparece el hombre lobo que, alineándose con Seward, se enfrentará a Frankenstein y Drácula en una desesperada lucha contra las fuerzas del mal.

## Reparto
- Dennis Price - Doctor Frankenstein
- Howard Vernon - Drácula
- Paca Gabaldón - María
- Alberto Dalbés - Doctor Jonathan Seward
- Carmen Yazalde - Chica vampira
- Geneviève Robert - Amira, la gitana
- Anne Libert - Primera víctima de Drácula
- Luis Bar Boo - Morpho
- Brandy - El Hombre Lobo
- Fernando Bilbao - El Monstruo
- Josyane Gibert - Estela, la cantante de cabaret

## Producción
Inspirada por los personajes creados por Mary Shelley y Bram Stoker, Drácula contra Frankenstein destaca por contener un escaso guion, que apenas alcanza unos pocos folios, y muy pocos diálogos.
La película simboliza una de las características de esta etapa de la obra de Jesús Franco. Con un presupuesto escaso, rodado en formato de coproducción hispano-francesa, la película cuenta con localizaciones filmadas en Alicante y Murcia (España), Lisboa, Sintra y Estoril (Portugal) y París (Francia).

## Recepción
La película obtiene pobres valoraciones en los portales y webs de información cinematográfica. Sin embargo obtiene algunos comentarios positivos como el del reportaje "Drácula contra Frankenstein y las huellas del imaginario de Jesús Franco" publicado por David Mejía en el Centro Virtual Cervantes.

«Los encuadres, planos y efectos son torpes. La caracterización de los personajes es frívola y estereotipada; estamos ante un producto made in Franco: cine de género y bajo presupuesto. En otras palabras, se trata de cine comúnmente denominado de serie B, consciente y orgulloso de serlo.»
Crítica de David Mejía 

Antonio Méndez, en AlohaCriticón, destaca: 

«Una película cuyo valor principal recae en la fuerza puntual de sus imágenes, estableciendo una perturbadora y enrarecida atmósfera y conformando casi un título mudo en el que existen muy pocos diálogos.»
Crítica de Antonio Méndez en AlohaCriticón 

En IMDb obtiene una puntuación de 4,1 sobre 10 con 483 valoraciones.

«Al principio la película parece ser principalmente un juego de imágenes extrañas tomadas de cerca. Pero luego empieza la narración y la trama comienza a tener sentido. En dos ocasiones la narración está por delante de la acción. Estoy seguro de que es a posta pero es algo inusual. Por contra hay muy poco diálogo. [...] Recomendado si te gustan los giros de tuerca en los viejos cuentos.»
Crítica de horrorbargainbin en IMDB 

Con 199 votaciones la valoración de Drácula contra Frankenstein es de 3,4 sobre 10 para los usuarios de FilmAffinity.

«Tras la pasable El conde Drácula en la que Franco contó con Christopher Lee y Klaus Kinski aquí el director quiere hacer un homenaje al terror gótico de la Universal. ¿Lo consigue?. Para nada. Jess no es un buen director y aquí se le cuelan errores de todo tipo (no solo de raccord), escenas que no vienen a cuento, maquillajes de baile de disfraces y hasta un Drácula que apenas se mueve y más bien parece un muñeco.(...) Es una película torpe, patosa, que confirma a Jess Franco como ese tipo con suerte que solía encontrar financiación para sus películas. Films que no solían partir de ideas bizarras (un crossover entre Drácula y Frankenstein no lo es en absoluto) pero que pasados por su peculiar punto de vista (mitad cutrerío mitad ineptitud) intoxicaron bizarramente las salas de cine y videoclubs por todo el mundo.»
Crítica de Mahinook en FilmAffinity 